# 朝劇 西新宿
朝プロダクション（あさプロダクション）は、2014年に発足した日本の演劇プロデュース団体である。旧名は朝劇 西新宿（あさげき にししんじゅく）。主宰は俳優の野村龍一が務める。

## 概要・背景

### 朝劇とは
俳優・右近良之があたため続けてきた朝・芝居・街・人への想いをもとに、2013年5月、渡部将之と共に丸ノ内で旗揚げした演劇ユニット（通称：朝劇 丸ノ内）。作、演出は御笠ノ忠次が務め、その他の創設メンバーは原将明、野村龍一が所属。食事を摂りながら朝から観劇という独特なスタイルを特徴とし、当時の演目が1年6か月のロングランを記録して、小規模なカフェ公演としては異例の通算2500人以上を動員。2014年夏には、出張企画「朝劇 早稲田」のスピンオフを試みている。
しかし本拠のビルを解体する事情で、2014年10月末をもって丸ノ内での興行は終了。その後はトップの確執が表面化して空中分解してしまい、継続することは無かった。本元の右近良之は、日本橋 朝男芝「オハヨウ劇場40分！」（通称：オハ劇）として別名義に移行。プロデューサーを務めた渡部将之は「円盤ライダー」に戻り離脱していった。
残った原将明は「朝劇 下北沢」、野村龍一は「朝劇 西新宿」を別個に旗揚げしており、それぞれ独自の朝劇を展開していく。そこから人脈も広がり、「朝劇 渋谷」「朝劇 センター街」「朝劇 浅草」「朝劇 明大前」「朝劇 恵比寿」などの企画や派生劇団が誕生した。

### 朝劇ネットワーク
2019年初頭、枝分かれしていた「朝劇 下北沢」「朝劇 西新宿」「朝劇 明大前」の各代表（福永マリカ、野村龍一、小山まりあ）が会合を開き、初めて3人同時に顔を揃える。同年夏、創設メンバー 原将明（関西担当）・野村龍一（関東担当）は、朝劇直系の主宰という立場を改めて再認識し、朝劇系列の協力体制を敷いていく動きを始める。朝劇のSNS総合アカウントを新設し、系列・派生団体の支援を開始した。
また、新規プロジェクトも起こして「朝劇 銀座」が発足し、8月『おはよう事故物件』、11月『朝日に願え』などの演目を開始。さらに同年秋以降「朝劇 赤坂」「朝劇シネマ」、関西方面では「朝劇 大阪（天王寺、本町など）」、中京方面では「朝劇 名古屋」が誕生しネットワークが更に拡大した。

### 朝プロダクション設立
新型コロナウイルス感染症が拡大した2020年以降、興行がままならない日々が続き、同年末の公演をもって一旦休演。半年後の2021年8月よりリニューアルし、団体も原点に回帰した「朝劇」のみに名を改めて再開した。
さらに同11月初頭、「朝劇」を含むより広範囲の企画を統括すべく新団体「朝プロダクション」（通称：朝プロ）を設立。主宰・野村龍一や寺地真一らを中心に、「朝に届けるライブエンターテイメント」と掲げた総合プロデュース業に移行した。

## プロデュース

### 朝劇「西新宿」
2014年9月、「朝劇 丸ノ内」の創設メンバーだった野村龍一が、新たに「朝劇 西新宿」を旗揚げ。野村が籍を置く「天才劇団バカバッカ」メンバーの協力の下、野村が演出を兼任した最初の演目『RISING SUN』は半年間続いた。
5か月の充電期間を置き、2015年8月から第2の演目『恋の遠心力』の上演を開始。岡本貴也が脚本や演出で協力をしている。以来ロングランとなり、2016年に演劇情報サイト「CoRich」にて注目ランキング1位、お客様満足度ランキング3位を獲得するなど評価され、2017年9月には公演100回を迎えた。2018年には朝劇生誕5周年記念として、「朝劇 下北沢」のメンバーを招聘したコラボが実現している。
2017年10月から『恋の遠心力』と並行して、第3の演目『愛の回転式』がスタート。脚本は同じく岡本貴也が務めた。一年後の2018年秋と2020年初頭に、新キャストが加わっている。
2021年以降は開催場所が「西新宿」に限定できなくなった事情で、団体名を原点の「朝劇」のみに改めている。

### 朝劇「恵比寿」
2018年11月、恵比寿 (渋谷区)の店舗にて展開。第2の演目『恋の遠心力』を上演し、西新宿と並行した開催を試みている。これが後々、2021年秋以降のレギュラー開催場所に繋がった。

## 公演場所

### 西新宿
水曜日・土曜日・日曜日（例外もあり）のいずれかで、新宿野村ビルにある「GRASS DANCE新宿」にて公演を行っていた。（2018年6月から）通常11:30に開演（以前は水曜日7:30、土・日曜日9:00）し、上演時間は約45分。チケットにはモーニングサービスもついており、開場から食事を摂る事ができる。
モーニングサービスメニューの一例
- 自家製デミグラスソースのハンバーグ・ボイルドポークソーセージ・サラダ・日替わりスープ・胚芽ロール×2・ヨーグルトベリーソース
- お好きなドリンク（アルコールは別途有料）

### 恵比寿
恵比寿 (渋谷区)にある「NOS Bar&Dining 恵比寿」にて公演。9:00に開演し、上演時間は約45分。西新宿と同様にモーニングサービス付きである。2021年秋に発足した「朝プロダクション」設立以降、公演場所をこちらに移転した。
モーニングサービスメニューの一例
- 赤ワインソースのハンバーグ・北あかりとベーコンのスパニッシュオムレツ ・シーザードレッシングのミックスサラダ・小麦かおるバゲット×2
- お好きなドリンク（アルコールは別途有料）

### 東新橋
2020年、世界的に大流行した新型コロナウイルス感染症拡大の影響で、GRASS DANCE新宿店での公演は中断。同年末に、東新橋にある「トラットリア チャオ トウキョウ」にてプレ再出発公演を行った。
モーニングサービスメニューの一例
- パニーニ・チキンバスケット・ピクルス・カボチャのサラダ・お野菜
- 持ち帰り可能

### 渋谷
2021年夏からのリニューアルより、渋谷にある「トラットリア＆バー Rebecca」にて再始動公演を10月まで実施。開演は11:30。

### 北品川
2025年3月でのNOS Bar&Dining 恵比寿の閉店に伴い、「春雨寺ホール」にて同年5月のトライアル公演を経て翌6月以降も継続して公演が開催されることとなった。これまでのような飲食店ではなく、通常のホールでの公演となった。

## 演目
※2025年3月末時点。☆はヒロイン。配役の6名をローテーション制で運用している。
|       | 公演名     | 演出              | 脚本                 | 期間                          | 場所 | 現レギュラー | 過去出演者 |
| ----- | ---------- | ----------------- | -------------------- | ----------------------------- | --- | --- | --- |
| 第1回 | RISING SUN | 野村龍一          | ゆるボーイゆるガール | 2014年9月14日 - 2015年3月22日 | GRASS DANCE新宿 | － | - 岩井七世 - 白倉裕二 - レノ聡 - 津賀保乃 - など |
| 第2回 | 恋の遠心力 | 野村龍一 岡本貴也 | 岡本貴也             | 2015年8月19日 -               | - GRASS DANCE新宿 - NOS Bar&Dining 恵比寿 - トラットリア チャオ トウキョウ - トラットリア＆バー Rebecca - 春雨寺ホール | - 瑚々 ☆ - 早乙女ゆう ☆ - 矢島美音 ☆ - 慈五郎 - 大塚航二朗 - 大野清志 - 森岡悠 - 関谷真由 ☆ - 野村龍一 - 塩口量平 - 船戸慎士 - 森谷勇太 - 竹石悟朗                                                                 | - 岩井七世 ☆ - レノ聡 - 津賀保乃 - 木村昴 - 白倉裕二 - 伊藤慧 - 赤間直哉 - 西郷豊 - 八木麻衣子 ☆ - 太田希望 ☆ - 田部圭祐 - 木野るる - 柴小聖 ☆ - 森田涼花 ☆ - 関谷真由 ☆ - 橘輝 - 鎌田亜由美 - 岡田帆乃佳 - 真綾 ☆ - 馬場史子 - 瀬尾タクヤ - 山脇辰哉 - 近藤隼 |
| 第3回 | 愛の回転式 | 野村龍一          | 岡本貴也             | 2017年10月1日 - 2020年3月1日  | GRASS DANCE新宿 | - 服部杏奈 ☆ - 栗生みな ☆ - 花瑛ちほ ☆ - 森岡悠 ☆ - 正木航平 - 竹石悟朗 - 板橋廉平 - 大野清志 - 山崎洋平 - 辻響平 - 堤千穂 - 蔭山ひろみ - 塩口量平 - 荒田至法 - 望月雅友 - 佐瀬弘幸 - 湊竜也 - 小谷嘉一 - 鈴木彰紀 | - 坂本康太 |

### 第2回公演「恋の遠心力」

#### あらすじ（恋の遠心力）
（※オフィシャルより抜粋）
この瀟洒なカフェは、巨大な“宇宙エレベーター”の中にある。
現在、地表に向かって下降中だ。五ヶ月間、宇宙空間で過ごした日々も今日で終わり。大勢の乗客たちが、お別れパーティに興じている。だが、若き研究者、伊吹だけは地球に帰りたくなかった。
彼は恋をしてしまったのだ、エレベーターのクルーである、アンドロイドに…！研究者、アンドロイド、医者、芸術家、パイロットたちが、叶わぬ恋を巡って大騒動。
『”恋の遠心力”を打ち破ることはできるのか！？』

#### 登場人物（恋の遠心力）
- あすか：女性型のアンドロイド。宇宙エレベーターにやってくる研究者・科学者に対して、作業効率を上げるモチベーターとしての役割を持つ。年齢は不詳。
- 伊吹：真面目な生物科学者。宇宙エレベーター内の五ヶ月間の研究を終える。年齢は30歳。
- 大隅：予備パイロット。年齢は40歳。
- ダイチ：宇宙エレベーター内の医師、フライトサージェント。年齢は35歳。
- 神代：演出家。年齢は35歳。
- さくら：神代とともに一緒に仕事をしているレーザー技師。年齢は28歳。

#### 当日ゲスト出演者
レギュラー出演者以外に日替わりゲストが出演する。（※後にレギュラーになった演者も含む）
あ
- 藍澤慶子
- 赤間直哉
- 秋山エリサ
- 足立信彦
- 彩
- 荒川泰次郎
- 荒田至法
- 安藤慶一
- 杏実えいか
- 池永亜美
- 石毛翔弥
- 石坂勇
- 伊藤亜斗武
- 伊藤えみ
- 岩崎孝次
- 岩崎MARK雄大
- 上田操
- 江守沙矢
- エリザベス・マリー
- 太田希望
- 大塚航二朗
- 大野清志
- 大平隆行
- 小川麻琴
- 奥田努
- 長内映里香

か
- 蔭山ひろみ
- 加古臨王
- 神木優
- 河村舞
- 河村唯
- 冠仁
- 菊地創
- 岸本卓也
- 木田健太
- 木村飛鳥
- 基村樹利
- 河内大和
- 小崎愛美理
- 小谷嘉一
- 小玉久仁子
- 後藤郁
- 小林光
- 小ビートたけし（ジャンふじたに）

さ
- 西郷豊
- 早乙女じょうじ
- 早乙女ゆう
- 榊菜津美
- 坂本康太
- 桜田航成
- 佐瀬弘幸
- 佐野剛
- 澤井俊輝
- 塩口量平
- 塩崎こうせい
- 島田惇平
- 志村朋春
- 白石涼子
- スガヌマショウコ
- ZiNEZ
- 瀬尾卓也
- 関森絵美
- 関谷真由
- 副島淳
- 曽世海司

た
- 高田淳
- 高橋明日香
- 武井雷俊
- 竹石悟朗
- 竹内尚文
- 竹岡常吉
- 橘輝
- 龍野りな
- 田中惇之
- 田中精
- 田中俊裕
- 田名瀬偉年
- 谷碧仁
- 谷口敏也
- 千葉健玖
- 津賀保乃
- 辻響平
- 綱島恵里香
- 徳永ゆうき

な
- 内藤大希
- 中川えりか
- 中村裕香里
- 新里哲太郎
- 西本健太朗
- 野口オリジナル
- 野村麻衣

は
- 橋本達也
- 長谷部優
- 服部杏奈
- 花瑛ちほ
- 原将明
- 平井杏奈
- 弘松菜摘
- フォンチー
- 福永マリカ
- 藤井仁人
- 船戸慎士
- 古橋舞悠
- β (お笑い芸人)
- 別所ユージ
- 程嶋しづマ
- 堀江一眞

ま
- 前田沙耶香
- 正木航平
- 増岡裕子
- 松尾英太郎
- 松澤くれは
- 松本稽古
- 三浦涼介
- 御笠ノ忠次
- 水崎綾
- 緑川睦
- 南圭介
- 宮島小百合
- 宮原奨伍
- 三輪翔志
- 村田恒
- 村田洋二郎
- 望月雅友
- momona
- 森岡悠
- 森田涼花
- 森谷勇太
- 森脇洋平

や・ら・わ
- 山内芹那
- 山沖勇輝
- 山崎彬
- 山崎洋平
- 山本綾
- ユージ・レルレ・カワグチ
- 柚木美咲
- 与座よしあき
- 嘉人
- 夜住アンナ
- レノ聡
- 若林健吾
- 渡部将之

ほか多数

### 第3回公演「愛の回転式」
「恋の遠心力」と同様に日替わりゲストも出演する。（※記載は割愛）

#### あらすじ（愛の回転式）
（※オフィシャルより一部抜粋）
ここは未来の街のとある酒場。
冴えない音楽家のジンは、歌姫のマリーに想いを告白しようとしていた。その時、一発の銃声が鳴り響く。
凶弾に倒れたマリーを救うため、ジンは禁断の薬を飲み込む。それは数分間だけ時間を戻せるという秘薬「ダークマター」。
しかし何度過去に介入しても一向に変わらない運命。その中で、徐々に明らかになるマリーやバーテンダー姉弟の秘めたる想いが…。
『回転する物語に、撃たれよ』

#### 登場人物（愛の回転式）
- ジン：主人公。音楽家。
- マリー：ヒロイン。酒場の歌姫。
- リッキー：ジンの知り合い。
- シャーリー：酒場の店員。マルキの姉。
- マルキ：発砲した男。シャーリーの弟。
- ギムレット：街の殺し屋。